# Mamma Mia! (филм)
Mamma Mia! је филм из 2008. године, заснован на мјузиклу „Mamma Mia!“, који је базиран на песмама шведске поп групе АББА. Као и мјузикл, филм је насловљен по песми групе АББА „Mamma Mia“ из 1975. Снимио га је студио „Јуниверзал“. Светска премијера филма била је 3. јула 2008. у Грчкој, а затим су уследиле премијере у Лондону, Аустралији и Новом Зеланду (10. јула), у Стокхолму (11. јула), на Филипинима (16. јула), у САД и Канади (18. јула) те у Израелу (24. јула).
Главне улоге тумаче Мерил Стрип, Пирс Броснан, Колин Ферт, Стелан Скарсгорд и Аманда Сајфрид. Филм је добио помешане критике од стране критичара, који су хвалили музику и продукцију, али су критиковали радњу и музичке нумере неискусних певача, нарочито Броснана и Скарсгорда. Филм је међутим остварио огроман комерцијални успех, зарадивши преко 609 милиона долара широм света током оригиналног издања, што га је учинило петим најуспешнијим филмом из 2008. године. Наставак, под називом Mamma Mia! Идемо поново, приказан је 20. јула 2018. године, у коме се вратила већина глумачке поставе.

## Радња
Радња филма одиграва се на грчком острву Калокари. Романтична авантура почиње у забаченом медитеранском хотелу "Вила Дона", који воде Дона Шеридан (Мерил Стрип), њена кћерка јединица Софи (Аманда Сајфрид) и Софин вереник Скај (Доминик Купер).
Софи не зна ко је њен отац. Пре 21 годину, Дона се заљубила у Американца Сема Кармајкла (Пирс Броснан), и њих двоје су имали страствену летњу романсу. Ипак, пред крај летовања, Сем говори Дони да је верен и да иде кући да би се оженио, и тако слама Дони срце. Повређена, Дона пада у загрљај још двојице младића: Енглеза Харија Брајта (Колин Ферт) и Швеђанина Била Андерсона (Стелан Скарсгорд). На крају, Дона остаје трудна, а не зна који од њене три летње љубави је Софин отац. Њена мајка јој не дозвољава да се врати кући, тако да Дона остаје на оству Калокари и отвара своју хотел "Вила Дона“.
Софи сада има двадесет година и треба да се уда за Скаја. Уочи свог венчања, она са стрепњом шаље позивнице тројици мушкараца за које верује да јој је неки од њих отац. Из три града, са три стране света, њих тројица крећу ка острву и ка жени која је двадесет година раније успела да заведе све њих.
Њих тројица стижу на острву, а Софи их кришом смешта у Донину стару кућицу за козе и посрамљено признаје да је позивнице послала она, а не њена мајка, али им не говори разлог зашто су ту. Она их, притом, моли да се крију до венчања како би Дони приредили фантастично изненађење - изненадно појављивање тројице "драгих старих пријатеља“...

## Улоге
| Глумац           | Улога |
| ---------------- | --- |
| Мерил Стрип      | Дона Шеридан, Софина мајка и власница хотела "Вила Дона“.                                                          |
| Аманда Сајфрид   | Софи Шеридан, Донина кћерка и Скајова вереница.                                                                    |
| Џули Волтерс     | Рози, једна од Дониних најбољих пријатељица, и неудата књижевница која воли да се забавља.                         |
| Кристин Барански | Тања, богаташица која се разводила три пута.                                                                       |
| Пирс Броснан     | Американац Сем Кармајкл, архитекта, један од Софиних могућих очева.                                                |
| Колин Ферт       | Британац Хари Брајт, банкар, један од Софиних могућих очева.                                                       |
| Стелан Скарсгорд | Швеђанин Бил Андерсон, морепловац и путописац, један од Софиних могућих очева.                                     |
| Доминик Купер    | Скај, Софин вереник, дизајнер вебсајта за хотел "Вила Дона“.                                                       |
| Филип Мајкл      | Пепер, Скајов пријатељ и кум, коме се свиђа Тања.                                                                  |
| Ешли Лили        | Али, једна од Софиних најбољих пријатељица                                                                         |
| Рејчел Макдауал  | Лиса, једна од Софиних најбољих пријатељица                                                                        |
| Бени Андерсон    | некадашњи члан групе АББА појавио се у епизодној улози морнара који свира клавир док глумачка екипа пева песму "". |
| Бјерн Улвеус     | некадашњи члан групе АББА појавио се у епизодној улози грчког бога.                                                |

## Музичке нумере
Албум са музиком из филма објављен је 8. јула 2008. године.
1. "" - Софи
2. "" - Софи
3. "" - Дона, Рози и Тања
4. "" - Дона
5. "" - Тања, Рози и Дона
6. "" - Дона, Тања и Рози
7. "" - Софи, Сем, Хари и Бил
8. "" - Скај и Софи
9. "" - Дона, Рози и Тања
10. "" - цела екипа
11. "" - Софи и Бил (исечена сцена, може се видети на DVD издању)
12. "" - цела екипа
13. "" - Сем и Дона
14. "" - Тања, Пепер и Софини и Скајови пријатељи
15. "" - Дона и Софи
16. "" - Дона
17. "" - Дона, Сем и остали
18. "" - Сем и остали
19. "" - Рози и Бил
20. "" - цела екипа
21. "" - Софи
22. "" - Дона, Тања и Рози
23. "" - главни глумци
24. "" - Софи

Иако се изводе у мјузиклу, песме "Knowing Me, Knowing You", "Fernando" и "Under Attack" су избрисане из филмског сценарија, а песма "Thank You for the Music" се, уместо током самог филма, изводи током одјавне шпице. Мелодије из песама "Knowing Me, Knowing You" и "Under Attack" се чују током филма, а свадбени марш на венчању Скаја и Софи је заправо обрађена верзија песме "Knowing Me, Knowing You". Дона певуши песму "Fernando" у једном делу филма (пре него што улази у стару стају за козе), док у мјузиклу, она у том тренутку певуши песму "".

## Премијера
Агнета Фелтског и Ани-Фрид Лингштад придружиле су се Бјерну Улвеусу и Бенију Андерсону на премијери филма у Стокхолму, 4. јула 2008. Ово је први пут да су бивши чланови групе АББА фотографисани заједно још од 1986. године.